# Henry Chinaski
Henry "Hank" Chinaski è un personaggio immaginario, alter ego letterario dello scrittore statunitense Charles Bukowski, presente nella maggior parte dei suoi romanzi, racconti e poemi. Misantropo, nichilista, alcolizzato e dedito al gioco d'azzardo, nelle sue storie si trova quasi sempre in condizioni di instabilità; viaggia attraverso l'America, passando da un lavoro a un altro e da una donna all'altra.
È stato interpretato da Mickey Rourke nel film Barfly, scritto dallo stesso Bukowski, e da Matt Dillon nel film del 2005 Factotum, tratto da un omonimo romanzo dell'autore.

## Libri in cui compare Henry Chinaski
- Confessioni di una mente abbastanza pazza da vivere con le bestie (1965)
- Post Office (1971)
- Storie di ordinaria follia (1972)
- Compagno di sbronze (1972)
- A sud di nessun nord (1973)
- Factotum (1975)
- Donne (1978)
- Panino al prosciutto (1982)
- Musica per organi caldi (1983)
- Hollywood, Hollywood! (1989)
- Pulp (1994)

## Chinaski nella cultura di massa
Il gruppo di musica pop ceco Chinaski prende il nome da questo personaggio.
Chinaski inoltre è il nome d'arte dell'attuale chitarrista dei Linea 77.